# Саломон Кайль
Саломон Кайль (пол. Salomon Keil; 7 вересня 1884, Тарнів — р. см. невід.) — львівський архітектор єврейського походження. 

## Біографія
Походив із родини купців. Закінчив будівельний факультет Віденської політехніки (1905—1911). На думку львівської дослідниці Юлії Богданової міг бути працівником «Бюро урбаністичного» міської ради Львова і одним із проектантів останнього довоєнного генплану міста від 1938 року. Пізніше ймовірно він же був одним із проєктантів першого радянського генплану Львова, створюваного «Діпромістом» під керівництвом Олександра Касьянова (не був завершений через німецьку окупацію). 1939 року бюро будівельної фірми Кайля віднотоване в довіднику на вулиці Потоцького, 53 (тепер вулиця Генерала Чупринки), а приватне помешкання на вулиці Чепляка, 5 (тепер вулиця Василя Кука)
Роботи у Львові

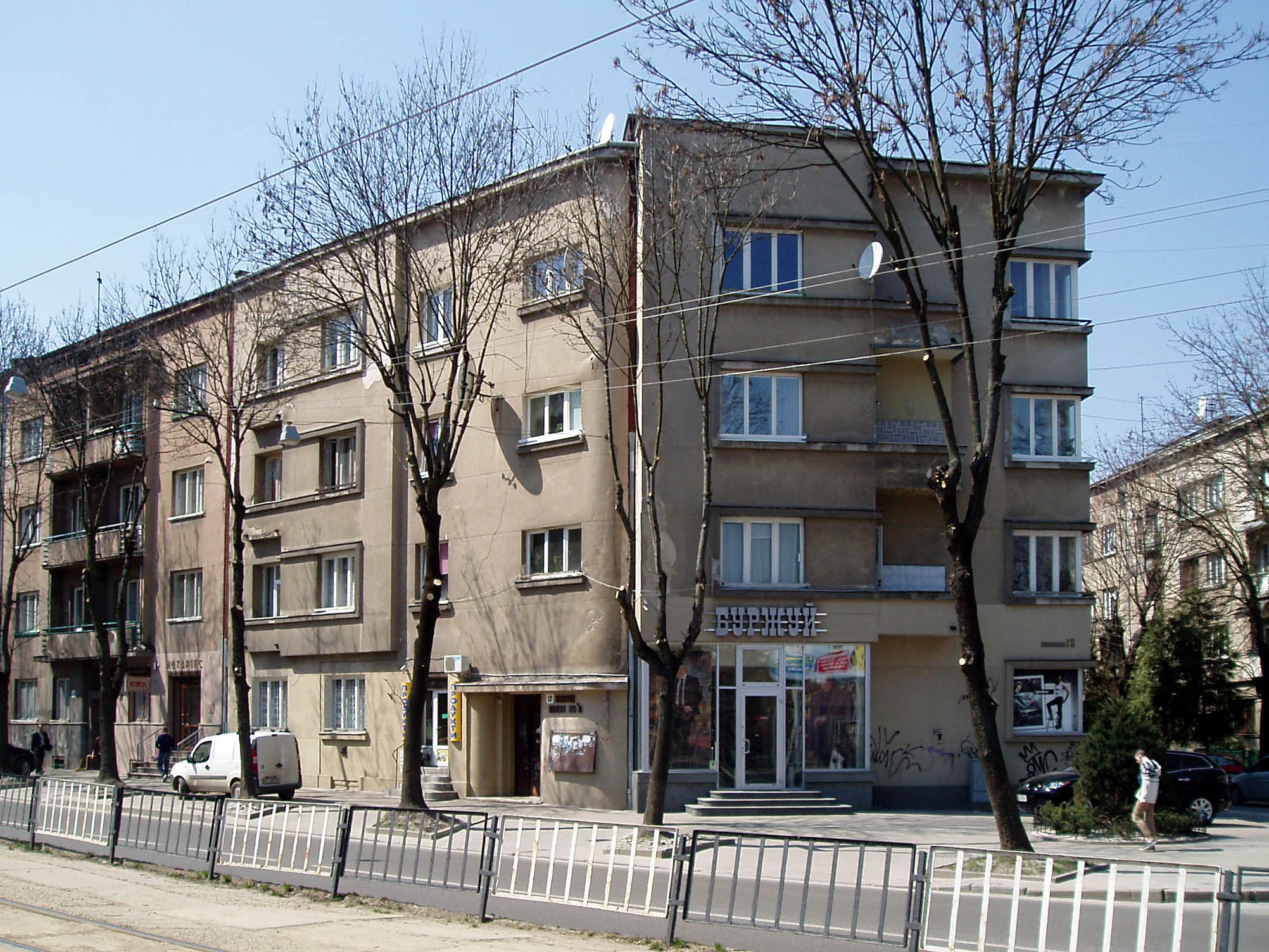
Будинок на вул. Сахарова, 12 у Львові (1935)

- Житловий будинок на вулиці Сахарова, 12 (1935).[3]

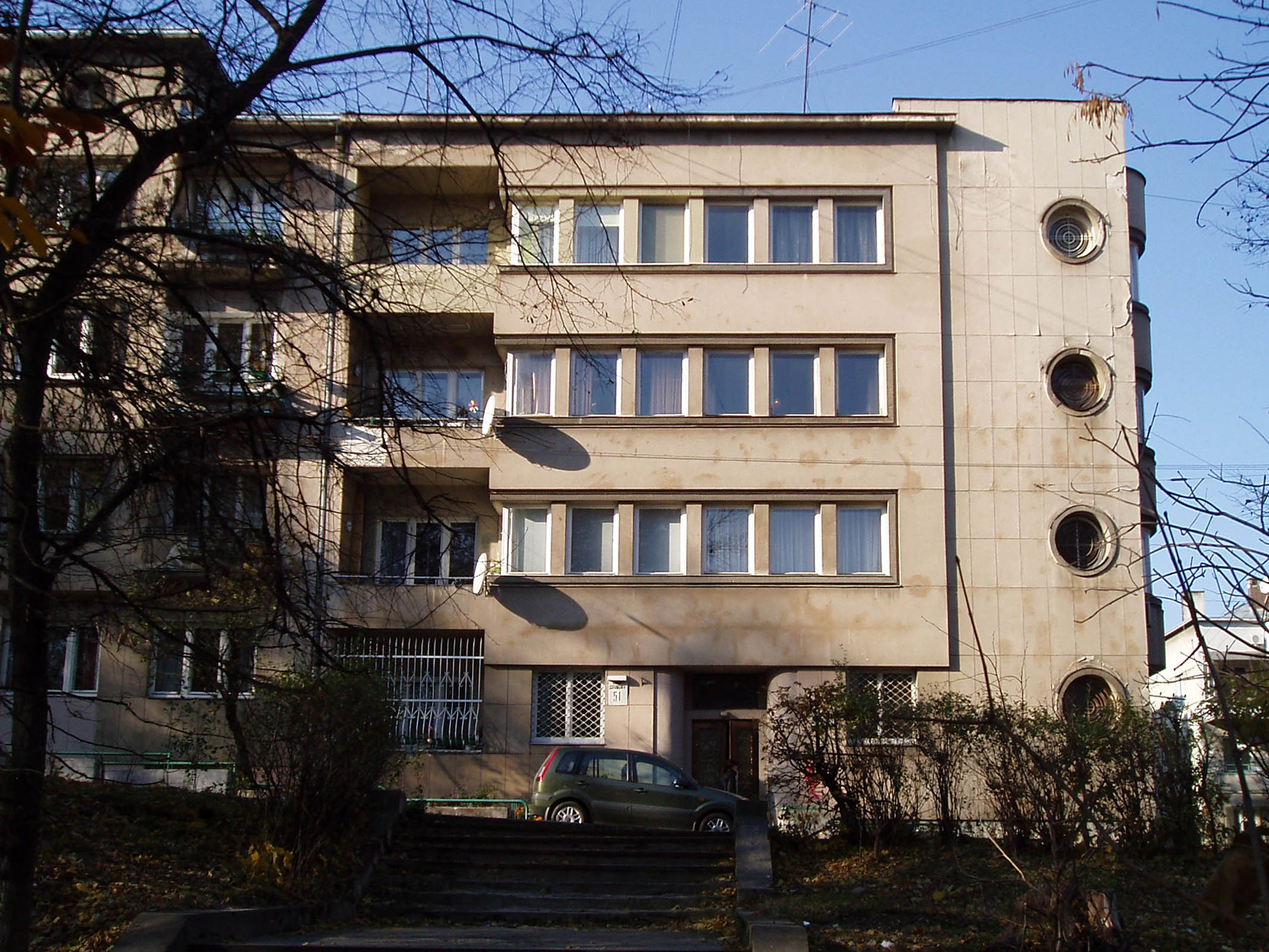
Будинок на вул. Дорошенка, 51 у Львові

- Блок житлових будинків у стилі функціоналізму № 51, 53, 55, 57, 59 на вулиці Дорошенка (1934–1937, співавтори Ришард Гермелін, Генрик Зандіг, Якуб Менкер).[4]
- Житлові будинки № 14-16 на вулиці Романицького (1936—1937).[3]
- Житловий будинок на вулиці Сахарова, 24 (1936—1937, співавтор Владислав Лімберґер).[5]
- Реконструкції будинків № 15 і 17 на вулиці Галицькій у Львові (1935—1936).[6]
- Реконструкція порталів магазину в будинку № 31 на вулиці Сикстуській (нині вулиця Дорошенка; 1935-1936).[7]
- Житловий будинок № 45 на вулиці Сикстуській (нині вулиця Дорошенка; 1938).[8]
- Участь у проектуванні спортивного комплексу ковзанки на ставі Собка у Львові.[9][10]